# Sarmon
Le Sarmon est un cours d'eau français, affluent de l'Allier en rive gauche. Il prend  sa source à environ 370 mètres d'altitude, dans la commune de Bas-et-Lezat(46° 02′ 03,4″ N, 3° 19′ 44,2″ E), à 400 mètres au nord du lieu-dit Montrenaud, à la limite des forêts de Montpensier (bois Saint-Géat) et de Randan, dans l'extrême nord du Puy-de-Dôme. Il traverse cette partie du département puis le sud-est de celui de l'Allier, en région Auvergne-Rhône-Alpes. Long de 13,76 km, il s'écoule majoritairement dans une direction nord-est et se jette dans l'Allier, à Bellerive-sur-Allier, face aux parcs de Vichy, juste en aval du pont de Bellerive (46° 07′ 06,9″ N, 3° 24′ 56,3″ E), à environ 254 mètres d'altitude.
Sur une partie de son cours, il marque sur quelques centaines de mètres la limite entre les départements du Puy-de-Dôme et l'Allier, entre Brugheas et Saint-Sylvestre-Pragoulin, une partie de la limite communale dans le Puy-de-Dôme entre Bas-et-Lezat et Villeneuve-les-Cerfs puis une partie des limites communales dans l'Allier entre Brugheas et Serbannes et entre Brugheas et Bellerive-sur-Allier.

## Communes traversées
- Bas-et-Lezat (Puy-de-Dôme), nord-est de la commune
- Villeneuve-les-Cerfs (Puy-de-Dôme), en limite de commune au nord
- Saint-Sylvestre-Pragoulin (Puy-de-Dôme), sud-ouest de la commune
- Serbannes (Allier), en limite de commune
- Brugheas (Allier)
- Bellerive-sur-Allier (Allier)

## Affluents
D'amont en aval, liste non exhaustive
- Ruisseau de la Néra (rive droite)
- Le Vœu (rive gauche)
- Ruisseau de l'Âne (rive gauche)
- Ruisseau des Prugnes (rive droite)
- Goutte de Bois-Pateaux(rive gauche)
- Goutte de la Monsière (rive gauche)
- Le Rimontais (rive gauche)
- Ruisseau du Liabat (rive gauche)